# フロム・ダスク・ティル・ドーン3
『フロム・ダスク・ティル・ドーン3』（From Dusk Till Dawn 3: The Hangman's Daughter）は、1999年のアメリカ合衆国の西部劇ホラーアクション映画。監督はP・J・ピース、出演はマルコ・レオナルディとマイケル・パークスなど。吸血鬼を題材としたホラーアクション映画『フロム・ダスク・ティル・ドーン』シリーズの第3弾で1作目の前日譚。本国米国では1999年10月から11月にかけて開催されたフォートローダーデール国際映画祭で上映された後、劇場公開されないまま2000年1月にビデオ発売されたが、日本では2001年に劇場公開された。
なお、同じ1999年には1作目の続編となる第2弾『フロム・ダスク・ティル・ドーン2』がオリジナルビデオとして制作されており、日本では2001年に劇場公開された。

## ストーリー
1900年代初頭のメキシコで、強盗団の首領であるジョニー・マドリッドの絞首刑が執行されることになる。ところが、執行の瞬間に運良く脱走できたジョニーは、冷酷非情な処刑人の娘で父親に虐待を受けているエスメラルダを救い出すかのようにさらっていく。仲間と合流したジョニーは、新婚の牧師夫妻やパンチョ・ビリャの革命軍に加わろうとしている作家でジャーナリストのアンブローズ・ビアスの乗る馬車を襲う。その後、ジョニーとエスメラルダは荒野の中の怪しげな宿場に辿り着き、そこで一夜を明かすことにする。ところが、そこは妖艶な女クイクスラが経営する売春宿であり、しかもクイクスラをはじめとする宿の人間は全て吸血鬼だったのである。そこにジョニーが襲った牧師夫妻とビアス、さらにジョニーとエスメラルダを追ってきた処刑人らもやって来て、宿の客と吸血鬼たちの凄まじい殺し合いが始まる。その中で、エスメラルダが処刑人とクイクスラとの間に生まれた娘であることが明らかになる。処刑人はエスメラルダを普通の人間として育てるつもりで厳しく躾けていたのである。クイクスラはエスメラルダを後継者とする儀式を行ない、エスメラルダは「地獄のサンタニコ」（1作目でサルマ・ハエックが演じたキャラクター）として完全に吸血鬼となってしまう。人々が次々と倒されていく中、遂に処刑人も吸血鬼となってしまうが、人間としての最後の力を振り絞って夜明けの陽の光を宿場内に入れ、クイクスラを倒す。そして吸血鬼となったエスメラルダが陽の光に遮られて外に出られなくなっているところをジョニーとビアスは閉じ込める。こうしてジョニーとビアスだけが助かり、ジョニーはビアスとともにパンチョ・ビリャの革命軍に加わることにする。エピローグとして、実はビアスが既にクイクスラに噛まれて吸血鬼になっていたことが明かされる。

## キャスト
※括弧内は日本語吹替
- ジョニー・マドリッド: マルコ・レオナルディ（英語版）（小山力也） - 強盗団の首領。
- アンブロース・ビアス: マイケル・パークス（有本欽隆） - 作家でジャーナリスト。
- エスメラルダ: アラ・セリ（英語版）（林原めぐみ） - 処刑人の娘。
- メアリー・ニューリー: レベッカ・ゲイハート（山像かおり） - 牧師の新妻。
- ジョン・ニューリー: レニー・ロフティン - 牧師。
- クイクスラ: ソニア・ブラガ（高畑淳子） - 売春宿を経営する妖艶な女。
- 処刑人: テムエラ・モリソン（水野龍司） - エスメラルダの父。娘を虐待。
- チャーリー: ダニー・トレホ（宝亀克寿） - 売春宿のバーテンダー。
- キャサリン・リース: ジョーダナ・スパイロ - ならず者に憧れる男装の少女。

## 製作
第2作では製作総指揮だけを務めたロバート・ロドリゲスがいとこのアルヴァロ・ロドリゲスと原案を担当し、アルヴァロが脚本を執筆している。

## 作品の評価
Rotten Tomatoesによれば、9件の評論のうち、高く評価しているのは22%にあたる2件のみで、平均して10点満点中3.96点を得ている。